# Ator le Conquérant
Série Ator
Ator 2 - L'invincibile Orion
(1982)
Pour plus de détails, voir Fiche technique et Distribution.
Ator le Conquérant (Ator l'invincibile) est un film médiéval fantastique italien réalisé par Joe D'Amato et sorti en 1982. En plus de réaliser le film sous le pseudonyme de « David Hills », D'Amato s'est également chargé de la photographie, tandis que le scénario a été écrit par José María Sánchez. Les interprètes incluent le culturiste américain Miles O'Keeffe, qui joue Ator, et Sabrina Siani. L'idée de réaliser un film sur un guerrier est venue à D'Amato après le succès de Conan le Barbare, même s'il avait un budget plus limité que celui du film américain,.
Le film s'inscrit dans le renouveau italien du péplum des années 1980, le genre cinématographique bien connu des années 60,. Ator le Conquérant a reçu des critiques négatives de la part des critiques italiens, mais a réussi à recueillir un succès modeste qui ont motivé la réalisation de trois autres suites : Ator 2 - L'invincibile Orion  (1984), Ator, le Guerrier de fer (1987) et L'Épée du Saint-Graal (1990).

## Synopsis
Le film raconte l'histoire du guerrier Ator, qui demande à son père la permission d'épouser sa sœur. Son père lui répond qu'il est son fils adoptif et lui permet donc de l'épouser. Cependant, sa sœur est enlevée par le Grand Prêtre de l'Araignée et Ator devra relever plusieurs défis pour la retrouver et la libérer. Au cours de son voyage, il rencontrera de nombreuses personnes qui tenteront de l'aider ou de l'empêcher d'atteindre son objectif final : retrouver Sandra.

## Fiche technique
Sauf indication contraire, les informations mentionnées dans cette section peuvent être confirmées par la base de données cinématographiques IMDb,  présente dans la section « Liens externes ».
- Titre français : Ator le Conquérant ou Ator[5]
- Titre original italien : Ator l'invincibile[6]
- Réalisation : Joe D'Amato (sous le nom de « David Hills »)
- Scénario : José María Sánchez (it) (sous le nom de « Sherry Russel »)
- Photographie : Joe D'Amato (sous le nom de « Frederick Slonisco »)
- Montage : David Framer
- Musique : Carlo Maria Cordio
- Décors : John Gregory
- Costumes : Kim Dascovitz
- Trucages : Pat Russel
- Production : Alex Susmann, Patrick Murphy
- Société de production : Filmirage, Metaxa[7]
- Pays de production :  Italie
- Langue originale : italien
- Format : Couleur - 1,85:1 - Son Dolby - 35 mm
- Durée : 100 minutes (1 h 40[6])
- Genre : Aventures médiévales-fantastiques
- Dates de sortie :
  - Italie : 7 octobre 1982
  - France : 1983[5]

## Distribution
- Miles O'Keeffe : Ator
- Sabrina Siani : Runn
- Ritza Brown : Sandra
- Edmund Purdom : Griba
- Dakar (sous le nom de « Dakkar ») : Le Grand Prêtre de l'Araignée
- Laura Gemser : La sorcière Indun
- Olivia Goods : La reine des amazones
- Jean Lopez : Nordya, la mère d'Ator
- Nello Pazzafini (sous le nom de « Nat Williams ») : Bardak, le père d'Ator
- Chandra Vazzoler : La matrone de la taverne

## Production
Selon une interview accordée par Donatella Donati, l'idée originale de recréer un film sur le modèle de Conan est venue à Eduard Sarlui. Pour réaliser le film, D'Amato a utilisé le pseudonyme de David Hills et s'est inspiré du film américain Conan le Barbare et de la bande dessinée du même nom de Barry Windsor-Smith. Le scénario a été écrit par José María Sánchez (it) sous le pseudonyme de « Sherry Russel »,, bien qu'il soit parfois attribué à tort à D'Amato lui-même, à Michele Soavi et à Marco Modugno, D'Amato a voulu exploiter le filon de Conan le Barbare (avec Arnold Schwarzenegger), qui en 1981 a connu un grand succès en Italie, à tel point qu'il a atteint la 25e position dans le classement des films les plus visionnés lors de la saison 1981/82.
D'Amato a choisi le culturiste américain Miles O'Keeffe pour le rôle principal, qui lui avait été indiqué par son partenaire Sarlui. O'Keeffe a été choisi pour ses prouesses physiques, et non pas sur son jeu d'acteur. D'Amato dans une interview a déclaré qu'« en tant qu'acteur, c'est une vraie andouille » et a ajouté qu'« il n'a même pas essayé de diversifier un peu ses expressions ». De plus, des problèmes ont également surgi pendant les scènes d'action car O'Keefe n'était pas assez agile et a dû être remplacé par un cascadeur doublé et assisté par le maître d'armes Franco Ukmar.
D'Amato a ajouté que « comme tous ceux qui viennent du culturisme, il bougeait et marchait comme un paralytique. Il semblait porter le monde sur ses épaules, le pauvre ». Sa partenaire à l'écran est incarnée par Sabrina Siani, une actrice très sollicitée dans les films d'aventures italiens des années 1980. La distribution comprend également l'actrice Laura Gemser, une vedette bien connue de la série de films érotiques Emanuelle nera. Dans Ator le Conquérant, Gemser joue le rôle de la sorcière d'Indun.
La plupart des acteurs et de l'équipe ont été crédités sous de faux noms américains, avec l'intention de faire croire au public que le film était un blockbuster américain. Le tournage du film a duré environ trois semaines et s'est déroulé dans la ville de Manziana, près de Rome. Les chutes d'eau devant lesquelles O'Keeffe et Siani se rencontrent sont les cascades de Monte Gelato sur le fleuve Treja dans le parc naturel régional Valle del Treja. L'amphithéâtre du « Temple de l'Araignée » du film est situé sur le site archéologique de Tusculum, à Monte Porzio Catone. L'action du film est censée se dérouler dans un Moyen Âge où les événements surnaturels sont ordinaires.
La bande originale du film a été composée, arrangée et dirigée par Carlo Maria Cordio. Le premier morceau, Runn, est chanté par Simona Pirone, tandis que le second morceau, Sanda (version orchestrale) est chanté par Cordio. Les chansons durent environ six minutes chacune et la bande originale a été distribuée en Italie en 1983 par Fulltime. L'intégralité de la bande originale du film a ensuite été réutilisée dans le film pornographique Messalina orgasmo imperiale (it).